# Гармоні (Нью-Йорк)
Гармоні (англ. Harmony) — місто (англ. town) в США, в окрузі Чотоква штату Нью-Йорк. Населення — 2121 особа (2020).

## Демографія
Згідно з переписом 2010 року, у місті мешкало 2206 осіб у 858 домогосподарствах у складі 636 родин. Було 943 помешкання
Расовий склад населення:
| - 98,5 % — білих - 0,5 % — азіатів - 0,3 % — чорних або афроамериканців - 0,2 % — корінних американців |

До двох чи більше рас належало 0,3 %. Частка іспаномовних становила 1,6 % від усіх жителів.
За віковим діапазоном населення розподілялося таким чином: 24,1 % — особи молодші 18 років, 58,6 % — особи у віці 18—64 років, 17,3 % — особи у віці 65 років та старші. Медіана віку мешканця становила 43,4 року. На 100 осіб жіночої статі у місті припадало 97,3 чоловіка;  на 100 жінок у віці від 18 років та старших — 100,0 чоловіків також старших 18 років.
Середній дохід на одне домашнє господарство  становив 60 814 долари США (медіана — 50 417), а середній дохід на одну сім'ю — 70 412 долари (медіана — 58 971). Медіана доходів становила 45 278 доларів для чоловіків та 31 319 доларів для жінок. За межею бідності перебувало 9,6 % осіб, у тому числі 12,5 % дітей у віці до 18 років та 13,3 % осіб у віці 65 років та старших.
Цивільне працевлаштоване населення становило 992 особи. Основні галузі зайнятості: освіта, охорона здоров'я та соціальна допомога — 23,5 %, виробництво — 20,9 %, роздрібна торгівля — 11,3 %, будівництво — 7,1 %.